# Joakim Svalberg
Joakim Svalberg (Stoccolma, 22 febbraio 1969) è un tastierista svedese, membro del gruppo musicale svedese Opeth.

## Biografia
Nato a Stoccolma nel 1969, ha suonato con il gruppo dell'ex bassista dei Deep Purple Glenn Hughes, Hughes Turner Project e ha suonato in due album di Yngwie Malmsteen nel 2004 e nel 2005. Dopo l'uscita del primo tastierista Per Wiberg nel 2011 è diventato tastierista del gruppo musicale progressive metal/progressive death metal svedese Opeth.

## Influenze
Svalberg cita come principali influenze i gruppi progressive rock e heavy metal come Gentle Giant, Edgar Winter, Buddy Miles, Yes, King's X, Pink Floyd, Genesis (con Peter Gabriel), Beatles, Mahavishnu Orchestra, Deep Purple, Faces, National Health, UK, David Bowie, Black Sabbath, Rainbow, Robert Fripp e Wool.

## Equipaggiamento
- Organo Hammond XK-3C
- amplificatori Leslie mod. 3300
- 2 Mellotron M4000d
- Mini Moog Voyager
- Nord Electro 3
- Bonghi
- cavi Planet Waves

## Discografia

### Con i QOPH
- 1998 – Kalejdoskopiska Aktiviteter
- 2004 – Pyrola

### Con Yngwie Malmsteen
- 2004 – G3: Rockin' in the Free World
- 2005 – Unleash the Fury

### Con gli Opeth
- 2014 – Pale Communion
- 2016 – Sorceress
- 2019 – In cauda venenum
- 2024 – The Last Will and Testament